# Robert Dickinson (homme politique britanno-colombien)
Pour les articles homonymes, voir Robert Dickinson et Dickinson.
Robert Dickinson (1835-1er novembre 1889) est un homme politique canadien de la Colombie-Britannique. Il est député provincial indépendant de la circonscription britanno-colombienne de New Westminster City de 1875 à 1879.

## Biographie
Né à Liverpool, Dickinson arrive dans la Colonie de la Colombie-Britannique avec sa mère Eliza et son beau-père Thomas Harris qui deviendra le premier maire de Victoria. Travaillant comme boucher avec son beau-père, il prend éventuellement le contrôle de l'entreprise de New Westminster.
Il sert comme président du conseil municipal de 1863 à 1865, ainsi que comme maire de 1874 à 1875, 1880 à 1881 et de 1883 à 1888. Dickinson sert aussi comme président du Mechanics' institute et du Royal Columbian Hospital (en).
Il meurt à New Westminster en novembre 1889 à l'âge de 53 ans.
La rue Dickenson de New Westminster est nommé en son honneur.